# Återintroduktion av vildren i Sverige
Återintroduktion av vildren i Sverige är en fråga som förts på tal, efter det att vildrenen utrotades i landet i slutet av 1800-talet.

## Historik
I Sverige har det funnits två underarter av vildren: skogsvildren (skogsren, Rangifer tarandus fennicus) och fjällvildren (fjällren, Rangifer tarandus tarandus). Zoologen Einar Lönnberg var den förste som beskrev skogsvildren vetenskapligt, och han ansåg år 1909 att det knappast kunde finnas några tvivel om att det, förutom vild fjällren, även funnits skogsvildren i Sverige så sent som i slutet av 1800-talet. Det har under 2010-talet hävdats att vildrenens möjligheter att få leva i Sverige är helt beroende av renskötselns framtida utveckling och att den nuvarande omfattningen av svensk tamrenskötsel inte medger återintroduktion av vildren. I grannländerna lyckas man dock kombinera förekomst av vildren med tamrenskötsel då vildrenarna där tillåts existera utanför renskötselområdena. De närmaste fjällvildrenarna lever således i södra Norge och de närmaste skogsvildrenarna i Finland. Den halvdomesticerade tamrenen anses avlad från fjällvildrenen och tillhör därmed samma underart. Skogsvildrenar och tamrenar kan para sig med varandra och få fertil avkomma. Även om renskötarna ansåg att vildrenarna orsakade en hel del besvär genom att vintertid blanda sig med de tama hjordarna så ansågs en vildrentjur vara ett särskilt värdefullt avelsdjur och kunde faktiskt betraktas som en tillgång i hjorden under parningstiden. Dock anses även avkomman av en skogsvildren och en tamren skyggare än de vanliga tamrenarna vilket kan leda till att det blir svårare att samla och flytta en renhjord och detta anses vara ett skäl till att hålla skogsvildrenar separerade från tamrenar. Vildrenar förföljdes intensivt av renskötarna i Sverige då tamrenarnas vajor, kalvar och ungdjur om vintern inte sällan slöt sig till vildrensflockarna, vilket förvildade tamrenarna och ledde till att renskötarna ofta led kännbara förluster. De renägande samerna hade en benägenhet att försöka utrota vildrenarna men de försökte även införliva vildrenarna i tamrenhjordarna.

## Hur skogsvildren och fjällvildren skiljer sig från varandra
Skogsvildren skiljer sig från underarten fjällvildren både till utseende, uppträdande och levnadssätt. Utseendemässigt utmärker skogsren sig genom att den är något större, cirka 20-30 cm högre än en vanlig tamren och väger cirka 70-80 kg mer. Den har även mer utdragen skallform, är mörkare till färgen, har högre ben och en annorlunda, inte lika utåtböjd, hornkrona vilket gör att den är bättre anpassad till djup snö respektive tätare skog. Skogsvildrenen är markant skyggare än tamrenen och är även bättre på att fly från rovdjur. Fjällrenen vistas på sommaren främst i den trädlösa fjällregionen men flyttar ner till skogslandet till vintern, om skogslandet finns i närheten, medan skogsvildrenen lever i skogslandskapet året om. Även flockstorlekarna och samlingsmönstren skiljer sig åt. Fjällrenar är mycket sociala och vajorna samlas på våren för att sedan i flock vandra till sommarbetesmarkerna där de möter upp sarvarna. Fjällrenhjordarna når maximal storlek, med upp till flera hundra djur, efter kalvningen kring juli och under oktober under höstvandringen. Skogsvildrenarna däremot rör sig under året i skogslandet en stor del av tiden utspridda i små grupper med ett par till ett tiotal djur. Om ett flertal av dessa smågrupper däremot samlas för att beta kan dock det totala djurantalet bli upp till ett par hundra djur. För skogsvildrenen börjar könssepareringen på våren då vajorna, i början av april, påbörjar vandringen till kalvnings- och sommarbetesområdena medan sarvarna ofta stannar kvar i vinterbetesområdet året om. Vajorna kalvar, till skillnad mot fjällvildrenen, för sig själv i skogen och det sker inte heller en så markant hjordbildning efter kalvningen. Vajorna börjar dock samla ihop sig på sensommaren. Vid brunsten kring september-oktober samlar sarvarna ihop grupper på 10-40 skogsvildrenar där det vanligen bara finns en dominerande sarv som betäcker vajorna, men efter en tid då denne inte längre orkar hålla sin position kan även en del av de andra sarvarna i gruppen para sig. Efter brunsten lämnar sarvarna hjorden för att åter tillbringa vintern i ensamhet. I nutida Finland observeras de största hjordarna av skogsvildren, med upp till 200 vajor och kalvar, i januari-februari.

## Debattörer och argument
Zoologen Sverre Sjölander har anmärkt det märkliga i att det aldrig har föreslagits att återinföra ett stort däggdjur, vilket utrotades så sent som 1890..
Han betonar att en vildrenstam, förutom att gynna den biologiska mångfalden, även skulle kunna gynna landsbygden genom att vara ett potentiellt jaktbyte i klass med älgen, samt genom att vara en turistattraktion. Sjölander påpekade att en bidragande orsaker till att vildrenen en gång utrotades var att människan inte ville ha några vilda djur i närheten av tamdjuren. Således utbetalade samerna premier för fällda vildrenar på 1860-talet.. Vidtagna åtgärder 1879 för att skydda de sista resterna av Sveriges vildrenstam, genom att begränsa jakten till hösten, kom för sent. Det dröjde därefter till 1915 innan vildrenen blev totalfredad i Sverige, medan Norge fredade sin vildrenstam i tid.. Även i Finland utrotades vildrenen genom hänsynslös rovjakt, vilket i kombination med att renarna drabbades hårt av ett sjukdomsutbrott gjorde att vildrenarna försvann från Finlands fauna. I Finland har en ny population uppstått genom invandring österifrån.
Viltforskningskonsulent Nils Höglund förespråkade 1958 att vildrenen borde återintroduceras i områden där vildrenen fanns förut men som inte utnyttjas för renbete. Som lämpliga områden att hysa vildren har han nämnt områden kring Transtrand, Särna, Lillhärdal och Linsell.
Ekologen Stig-Olof Holm vid Umeå universitet har även han föreslagit återintroduktion av vildren till Sveriges fauna.. Stig-Olof Holm skriver att när vildrenen utrotades, så sent som i slutet av 1800-talet, fanns de sista djuren i Hälsingland-Dalarna-Härjedalen. För att minimera påverkan på tamrenskötseln föreslår Stig-Olof Holm att man kan återintroducera skogsvildrenen i ett triangellikt geografiskt område med den nordöstra spetsen av den tänkta triangeln i trakten av Härnösand, den sydvästra spetsen i trakterna av västra Värmland och den sydöstra spetsen i Gävletrakten vilket, enligt Holm, skulle utgöra ett tillräckligt stort område nedanför renskötselområdet som mycket väl skulle kunna hysa en stabil stam av vildren. När skogsvildrenen fortfarande fanns i Sverige var den spridd ända ner till Skåne. Problemet med Holms idé är att sedvana för tamrenskötsel tycks föreligga dels i Medelpad, dels möjligtvis i Hälsingland och – relativt oomtvistat – i Ångermanland. I Härnösandstrakten pågår idag och årligen sedan 2000 tamrenskötsel, liksom kring Timrå (vinterbete av två jämtländska samebyar).
Stig-Olof Holm poängterar att skogsvildren inte nämnvärt skulle konkurrera med älg, rådjur, dovhjort eller kronhjort om vinterfödan, då renar vintertid äter marklavar i stor utsträckning. Sommarens rikliga betestillgång av växter skulle även det innebära att beteskonkurrensen är minimal. Stig-Olof Holm menar således att det idag finns en ekologisk nisch som skogsrenen kan fylla. Hittills har ett par riksdagsledamöter från Gävleborg uttryckt stöd till Holms förslag om att återintroducera skogsren
Stig-Olof Holm har även hävdat att ett återinförande av skogsvildren i Sverige skulle kunna minska vargkonflikten i landet. Enligt Holm har enkätundersökningar visat att den största konflikten mellan människa och varg gäller jägarna och den minskning i mängden jaktbyten som vargens predation orsakar. Holm anser att en dellösning på denna konflikt skulle kunna vara att man återinför skogsvildrenen i ekosystemet som bytesdjur till vargen samtidigt som vargantalet genom jakt hålls på stabil nivå, vilket skulle resultera i att fler älgar och rådjur kan fällas av jägarna. Holm konstaterar även att ur ett biodiversitetsperspektiv så skulle en återintroduktion av skogsvildren till Sveriges natur vara lyckat. Holm poängterar vidare att återinplantering av utrotade djurarter är en beprövad och etablerad naturvårdsstrategi för att öka biologiska mångfald och har använts både i Sverige, då till exempel bävern återintroducerades, och i andra delar av världen, som när visent återinförts i flera Europeiska länder.
Stig-Olof Holm påpekar att eftersom vildren kan störa tamrenskötseln bör utbredningen av skogsvildren i Sverige, på samma sätt som i Finland, och som för fjällvildrenen i Norge, begränsas till områden utanför renskötselområdet. Holm framhåller att en återintroduktion även skulle kunna vara till fördel för renskötseln genom att de genetiskt viktiga vargarna som trots allt invandrar till Sverige och som därefter i vissa fall förflyttas bort från renskötselområdena till Mellansverige i högre grad skulle stanna kvar utanför renskötselområdet, hos skogsvildrenarna, istället för att åter vandra till renskötselområdena. Holm föreslår även att man dessutom inför en slags buffertzon som är fri från vildrenar i gränslandet till renskötselområdena för att i största möjliga mån minska risken för att rennäringen störs av skogsvildren. 
Rent praktiskt föreslår Holm att en återintroduktion av vildren skulle kunna påbörjas genom att det nu befintliga skogsvildrenhägnet i Järvsö utökas till ett större område, så att en stor mängd renar med tillräcklig genetisk variation får plats, varefter liknande hägn bör uppföras i andra delar av Mellansverige. Under en tid kontrolleras renarna i hägnen bland annat för att säkerställa deras genetiska variation och att de inte bär sjukdomar varefter de släpps fria .
Jens Larsson, VD för Järvzoo anser i en intervju år 2014 att skogsvildrenar med ursprung från Järvzoo mycket väl skulle kunna klara av att återetablera sig i svensk natur. Skogsvildrenar som har sitt ursprung från djurparker har nämligen tidigare utplanterats i Finland med god framgång och Jens Larsson är övertygad att det rent naturligt finns samma förutsättningar i Sverige, men konstaterar samtidigt att det är upp till det svenska folket att bestämma om man åter vill ha skogsvildren fritt i naturen eller inte. Larsson tror inte man kan återinplantera just de skogsvildrenar som är i hägnet vid intervjutillfället, men om det är möjligt att genomföra i ett projekt på längre sikt, där man etablerar ett nytt, större vilthägn ute i skogen med koppling till Järvzoo så är det utmärkt. Järvzoos VD påpekar dock att man behöver fler avkommor både från de lokala skogsvildrenarna och även från andra djurparker. Däremot är Larsson mer tveksam om en återintroduktion av skogsvildren till svensk natur kommer att lösa vargkonflikten men att naturvårdsåtgärden kanske skulle kunna tillföra något, och öppna dörrar i debatten kring rovdjurspolitiken.

## Inställning till återintroduktion hos svenska myndigheter, organisationer och sakkunniga
Ytterst är det riksdagen som beslutar om hur den svenska faunan ska se ut och Naturvårdsverket är den myndighet som ser till att de politiska besluten efterlevs. Om det varken kommit statliga eller privata initiativ till att introducera en djurart så har Naturvårdsverket ingen direkt uppfattning om djuret. I princip har dock alla djur som haft fast boplats på svenskt territorium "hemortsrätt" i Sverige. Historiskt sett har även privata intressen av olika skäl valt att bidra till att restaurera den ursprungliga faunan, både i Sverige och utomlands.Den svenska allmänheten har till exempel privatintressen att tacka för att vi fortfarande har rådjur och kronhjort i svensk fauna idag.
I faunarestaureringssammanhang har dock representanter för Naturvårdsverket påpekat att hemortsrätten även måste vägas mot andra intressen när man beslutar att återintroducera djur och att man måste ha en konsekvensbeskrivning för att belysa en mängd olika aspekter. Förutom det viktiga bidraget till att bevara en art, måste man till exempel ta hänsyn till hur arten i sig kan bidra till exempelvis den biologiska mångfalden och till det svenska folkets naturupplevelser, men även utreda hur en återintroduktion potentiellt påverkar risken för trafikolyckor och om återintroduktionen kan orsaka andra skadeverkningar, för exempelvis jordbruksnäringen. Även eventuella smittospridningsrisker måste undersökas.   
Att återintroducera vildren i Sveriges fauna vore ett exempel på faunarestaurering. Staffan Westerlund, professor emeritus i juridik vid Uppsala universitet, har i faunarestaureringsammanhang konstaterat att man har stora möjligheter, rentav skyldigheter, att arbeta med restaurering av den naturligt och/eller historiskt förekommande faunan och floran, åtminstone ur ett strikt juridiskt perspektiv. Även andra forskare är positiva till att återintroducera djur som funnits i Sverige tidigare.
Ola Jennersten, expert på biologisk mångfald vid Världsnaturfonden WWF 
har hävdat att Sverige har ett internationellt ansvar för hotade arter.  
Jenny Wik-Karlsson vid Svenska Samernas Riksförbund uttryckte år 2014 kritik mot Stig-Olof Holms initiativ att återinföra skogsvildrenen i Sverige och bedömde inte Holms förslag som praktisk genomförbart. Hon ansåg att det inte är brist på födotillgång eller födopreferenser som gör att vargen drar sig norrut, utan trånga revir.. Det är inte heller födobristen för vargen som är det största problemet utan inavelsgraden, och den sänker man inte genom att plantera in skogsvildren ansåg Wik-Karlsson. Svenska Samernas Riksförbund anser inte att en barriär skulle fungera, utan skogsvildrenar skulle ta sig upp i renskötselområdena ändå.
Nordens Ark har skogsvildren där de bedriver avel för ett återinplanteringsprogram.

## Erfarenheter från återetablering av skogsvildren i Finland

### Återetableringsområden och allmänhetens inställning
Skogsvildrenen återetablerade sig i princip på egen hand i Finland genom att vandra in till Kuhmo-regionen i Kajanaland på 1940-talet från dåvarande Sovjetunionen.  
Skogsvildrenen i Finland har därefter spridits med mänsklig hjälp till nya områden, bland annat kring Suomenselkä, via stödutsättningar av Världsnaturfonden, dåvarande Jägarnas Centralorganisation och statliga Forststyrelsen i samarbete med lokala vildrensentusiaster i Kuhmo, där man vet att det fanns skogsvildren i slutet av 1800-talet. Lokala jägarorganisationer hjälpte till utfodra djuren som fördes till Suomenselkä. Målet med stödutsättningen var att säkra skogsvildrenstammens fortsatta utveckling och skogsvildrenarnas genetiska särprägel samt att öka återetableringstakten. Man flyttade således 1979–1980 några renar till ett hägn i närheten av Koirajärvi vid Salamajärvi nationalpark i Suomenselkäregionen. Renar från hägnet började frisläppas i närområdet 1981. Järvzoo har bidragit med avelsmaterial till Ähtäri djurpark.
En liten skogsrenspopulation har före 2005 observerats i Ruunaa i närheten av Lieksa i Norra Karelen vid den rysk-finska gränsen.. Norra Karelens jaktvårdskrets vill återintroducera en stam i Ruunaa-området, vilket även är myndigheternas mål. Populationerna börjar dela sig när djurantalet i en population överstiger 600 djur.
Av Finlands jord- och skogsbruksministeriums skötselplan för skogsvildrenen 2007 framgår att allmänheten övervägande positiv till skogsvildren i Finland, inklusive ifråga om flytt av skogsvildren till nya områden och utsläppande av skogsrenar från hägn. Sammantaget har åtgärderna ansetts vara lyckade både lokalt, regionalt och nationellt. Skogsvildrenen är relativt flexibel vad gäller sin livsmiljö, och  skogsvildrenen tidigare försvinnande anses sakna samband med eventuella försämrade biotoper.. I dagens Finland lever skogsvildren i ett stort antal livsmiljöer och det finns i dagsläget inte heller några direkta hot att dessa livsmiljöer försvinner eller förändras så att skogsrenstammens utveckling eller existens hotas. Det finns, även utan ytterligare naturskyddsområden, förutsättningar för en större stam av skogsvildren i Finland. 
I Finland stöds fortsättningsvis den hotade skogsrenspopulationen med stödutsättningar, bland annat i Norra Österbotten.

### Skogsvildrenars inverkan på lantbruket i Finland
Skogsvildrenarnas betande på fälten började bli vanligare i Suomenselkä-regionen på 1990-talets senare del och börjar vanligen i oktober och fortgår tills djuren anser att snötäckets tjocklek gör födosöket på de öppna fälten för ansträngande. Österbottens jaktvårdskrets och MTT (Forskningscentralen för jordbruk och livsmedelsekonomi) gjorde en studie  för att ta reda på vilka åsikter och erfarenheter lantbrukare i Suomenselkä-regionen har om skogsvildrenen. En del lantbrukare har reagerat negativt på att vildrenarna sökt föda på deras åkrar eller ängar. Storleken på de födosökande hjordarna i Suomenselkä-regionen har varierat från några stycken, till upp till ett par-trehundra djur i enstaka fall men så stora hjordar ses oftast bara i vinterbetesområdet mitt i vintern, när snötäcket är som tjockast. Skogsrenarna kan beta på fält även vid vårflytten i april-juni. Vanligen besöktes fälten av små hjordar med färre än tjugo djur och i ungefär en tredjedel av fallen var det grupper med färre än fem djur som besökte fälten. Betestrycket är svårt att förutsäga och en del djurgrupper kan besöka samma fält flera dagar, t.o.m. veckor, i rad men besöken sker vanligen morgon och kväll. För det mesta påverkar inte betandet skörden signifikant, men det utesluter inte att enstaka lantbrukare kan drabbas markant. De skador som förekom bestod för det mesta av nertrampade åkrar och uppkrafsat gräs. Bara cirka 7% av lantbrukarna ansåg födosöket och nertrampandet av åkrar vara ett stort problem. En klar majoritet (80%) av lantbrukarna i Suomensalmi-regionen har inte ens upplevt andra skadetyper (såsom förstörda stängsel, betande av spirande råg, avföring på betesmarker och skador på rundbalar) som ett problem. En stor del av lantbrukarna (63%) ansåg inte att de upplevt betydelsefulla eller några skador alls, rent generellt. Trots en del besvär med skogsvildren hade de flesta lantbrukare i Suomensalmi-regionen således en positiv syn på vildrenförekomsten och de flesta lantbrukare accepterade storleken på stammen. En majoritet (40,2%) av lantbrukarna tyckte att vildrenstammen kunde få öka, medan 38,5% var nöjda med den aktuella nivån medan 21,3% av lantbrukarna ville minska vildrenstammen. Lantbrukarna har rätt till viss ekonomisk kompensation för skador orsakade av skogsvildren. Historiken i kompensationskraven visar att en mycket snörik vinter med hård tjäle minskar skadeverkningarna. Renarnas grävande efter föda på åkern skadar då inte åkerns ytstruktur och skogsrenarna lämnar dessutom den öppna åkern tidigare och för att ta sig till lavrika skogsmarker. Andra faktorer som påverkar betestrycket och betesskadorna är bland annat var fältet ligger (om det till exempel ligger avsides eller i närheten av traditionella vandringsleder), jordmån och åkerns ålder (som bestämmer jordytans hårdhet). Skogsvildrenens vistelse på fälten leder inte automatiskt till sämre skörd utan kan i vissa fall tvärtom förbättra skörden. Förr i tiden lät man t.ex. får gå på fälten och beta råg på hösten som foder för att få tätare växtlighet. När skogsrenhjordarna trampar ner snön på åkrarna kan det, enligt jordbrukarnas observationer, gynna uppkomsten av isbränna men förhindra snömögel. Skogsvildrenens avföring kan orsaka viss smakförsämring av vallväxter och ensilage men det är relativt sällsynt att skogsvildren betar på fälten under sommaren och den avföring som hamnat på fälten under vinter och vårvinter återvinns relativt snabbt i fältets kretslopp 
I Kajanaland har man framgångsrikt skyddat odlingar och förebyggt skador med staket och materialkostnaden var 1680€/km. I Suomenselkä-regionen har man (2007) inte byggt staket dels då områdena var för stora och dels p.g.a. skogsvildrenarna ändrat vinterbetesområden. Generellt så har skadorna som skogsvildrenen orsakat jord- och skogsbruket varit små.

### Skogsvildren och skogsbruket i Finland
De skogsskador som skogsvildren orsakar liknar de som tamrenen kan orsaka. Skogsvildrenarna kan feja sina horn mot unga träd speciellt vid brunsten, men i viss mån även på vintern. På vintern kan skogsvildrenen även bryta och skada småplantor när de gräver efter renlavar. Renarnas påverkan på växande tallplantor kan vara både positiv och negativ. Skadade tallplantor kan angripas av svampsjukdomar men å andra sidan kan kraftigt renbete leda till minskade angrepp av Snöskyttesvamp, Phacidium infestans, och förbättrad tillväxt av tallplantan.  Enligt finska Jord- och Skogsbruksministreriets skötselplan för skogsvildren i Finland (2007) så har inte skogsvildrenen orsakat betydande ekonomiska förluster för markägarna genom att skada skogen. Skadorna har mest drabbat enstaka träd och därför har man inte sett någon mening i att ta till preventiva skyddsåtgärder. Enligt skötselplanen för skogsvildren så har således skadorna som skogsvildrenen orsakat jord- och skogsbruket varit små, och man anser inte heller att skogsren kommer att orsaka markanta skador för dessa näringar i framtiden. Skadeförebyggande åtgärder och praktisk information för att förhindra skador på jord- och skogsnäringen har tillhandahållits av t.ex. jaktorganisationer och lokala jaktvårdskretsar, vilket fungerat bra.

### Skogvildren och trafiken i Finland
Trafikolyckor med skogsvildren har varit relativt få i Finland. Man har dock observerat att med åren när stammen växt så har vandringarna mellan sommar- och vinterbetesområden förändrats och skogsvildrenarna har korsat järnvägsspår och vägar oftare. Om renarna väljer ett vinterbetesområde i närheten av en hårt trafikerad väg och/eller en järnväg kan det leda till en olyckstopp i den aktuella regionen vilket man såg 2003 i området kring Paldamo vid Kontiomäki där totalt 13 skogsvildrenar avled efter kollisioner med bilar det året . 
I Suomenselkä-regionen har skogsrenarna inte hittills (rapporten skrevs 2007) valt vinterbetesområden vid hårt trafikerade vägar. Bilisterna har varnats med informationskampanjer och trafikskyltar. Man kan även röja skogsbrynen och vägkanterna så att sikten blir bättre.

### Skogsvildrenens inverkan på den kommersiella insamlingen av renlavar i Finland
Det ekonomiskt mest betydelsefulla prydnadsmaterialet från den finska skogen är prydnadsrenlavar, som ofta felaktigt kallas mossa eller vitmossa. Arten i fråga är Fönsterlav, Cladonia stellaris, och plockas framförallt i Ule älvdalen, Kajanaland och vid Bottenvikens kust. Den största exportmängden har varit 500 ton per år, men mellan åren 2008-2011 exporterades lite mindre än 200 ton per år vilket motsvarar ett värde lite under en miljon € per år 
De bästa områdena där prydnadsrenlav växer kan ge en avkastning på ca 80€ per skogshektar årligen vilket är mer än träråvaran på samma område genererar om man tar hänsyn till generationstiden. Om skogsvildrenens vinterbetesområden lokaliseras t.ex. till området kring Ule träsk så kan det innebära ett långvarigt hot mot den kommersiella insamlingen av renlav i området. Skogsvildrenen huvudsakliga födolav är Grå renlav, Cladonia rangiferina, men i samband med skogsrenens uppkrafsande vid födosöket så uppgrävs och nertrampas även Fönsterlaven, Cladonia stellaris, och kan inte längre säljas som prydnadslav. Exempel på detta såg man när prydnadslavsbeståndet förstördes för flera år framöver då merparten av skogsvildrenarna i Kajanaland tillbringade vintrarna 2001-2002 och 2002-2003 i området kring Puikkoskoski i Paldamo-kommun, fast o andra sidan så hade man inte samlat in prydnadslav i just det området. Man har inte försökt förebygga bete på marker där man plockar renlav kommersiellt. Det är inte praktiskt genomförbart att skydda områden där renlav plockas då till exempel en inhägning skulle kosta för mycket då landområdena är så stora. Det räcker till exempel inte bara att hägna in de områden där prydnadslav plockas just nu utan man måste i så fall även skydda de yngre bestånden. Till exempel i Manamansalo skulle det då vara fråga om flera hundra hektar stora områden. Om skogsrenhjordar söker sig till, eller ser ut att söka sig till, plockningsområden så kan man dock, inom jaktlagstiftningens gränser, försöka driva bort skogsrenarna med snöskoter.

### Skogsvildrenen och rennäringen i Finland
Skogsvildren försvårar renskötseln i renskötselområdena. Skogsvildrensarvarna är starkare än tamrensarvarna och betäcker tamrenvajor. 
Även avkomman av en skogsvildren och en tamren är skyggare än de vanliga tamrenarna vilket kan leda till att det blir svårare att samla och flytta en renhjord och detta anses vara ett skäl till att hålla skogsvildrenar separerade från tamrenar. Man har, där man ansett det geografiskt nödvändigt, haft som mål att med stängsel separera tamrenområden från vildrenområden. Stängslen har inte varit helt framgångsrika och man har bland annat haft problem vid vägpassager och broar. År 2005 passerade till exempel minst 8 skogsvildrenar in till renskötselområdet och år 2006 var det minst 6-7 st. Vintern 2003–2004 valde skogsvildrenarna att övervintra strax norr om Paldamo och om skogsvildrenarna väljer att övervintra ännu längre norrut så kommer de än närmare renskötselområdet vilket även ökar risken att skogsvildrenar vid vårflytten, på väg till sommarbetesområdena, hamnar på fel sida av renstängslet och därmed kommer in på renskötselområdet. Man vill dessutom med dessa separationsåtgärder säkra skogsvildrenens genetiska särprägel.
Det finns tamrenar även utanför det egentliga renskötselområdet. Från mitten av 1990-talet har det till exempel i Parkano, Kihniö, och Karvia i anslutning till verksamhet med upplevelseturism uppförts hägn med tamren. Områdena ligger inom en cirka 100 km radie från stället där den skogsvildrenpopulation som har sitt ursprung från utsättningar från Ähtäri Zoo lever. Kring Parkano finns (2007) fem renhägn med ca 100 tamrenar. Utveckling av tamrenverksamheten kring Parkano kan vara ett hot mot skogsvildrenstammens genetiska särprägel då rymningar kan ske av diverse skäl, till exempel vandalism, träd som faller över staket, älgar som förstör inhägnader etc.. Särskilt under brunsten så kan rymningar ge långsiktiga konsekvenser. Enligt en talesman för en intresseföreningen för renhägnsägarna är inte förekomsten av tamrenar i hägn i den aktuella regionen ett problem då det är fråga om små hägn som är under uppsikt hela tiden. De renar som hittills rymt har sökt sig tillbaka till hägnet på grund av maten och bundenheten till hjorden.  Hittills har ingen tamren stannat kvar utanför hägnet och om en tamren efter en rymning skulle stanna kvar i terrängen får den skjutas efter ett dygn, varefter skytten och renägaren får var sin halva av köttet. Även på andra ställen utanför det egentliga renskötselområdet, än de som nämnts, finns hägn och enstaka renar. Myndigheterna vill att tamrenar märks på ett sätt så att tamrenar som rymt tydligt kan urskiljas i terrängen, till exempel med röda öronmärken.